# Gripsholmsviken

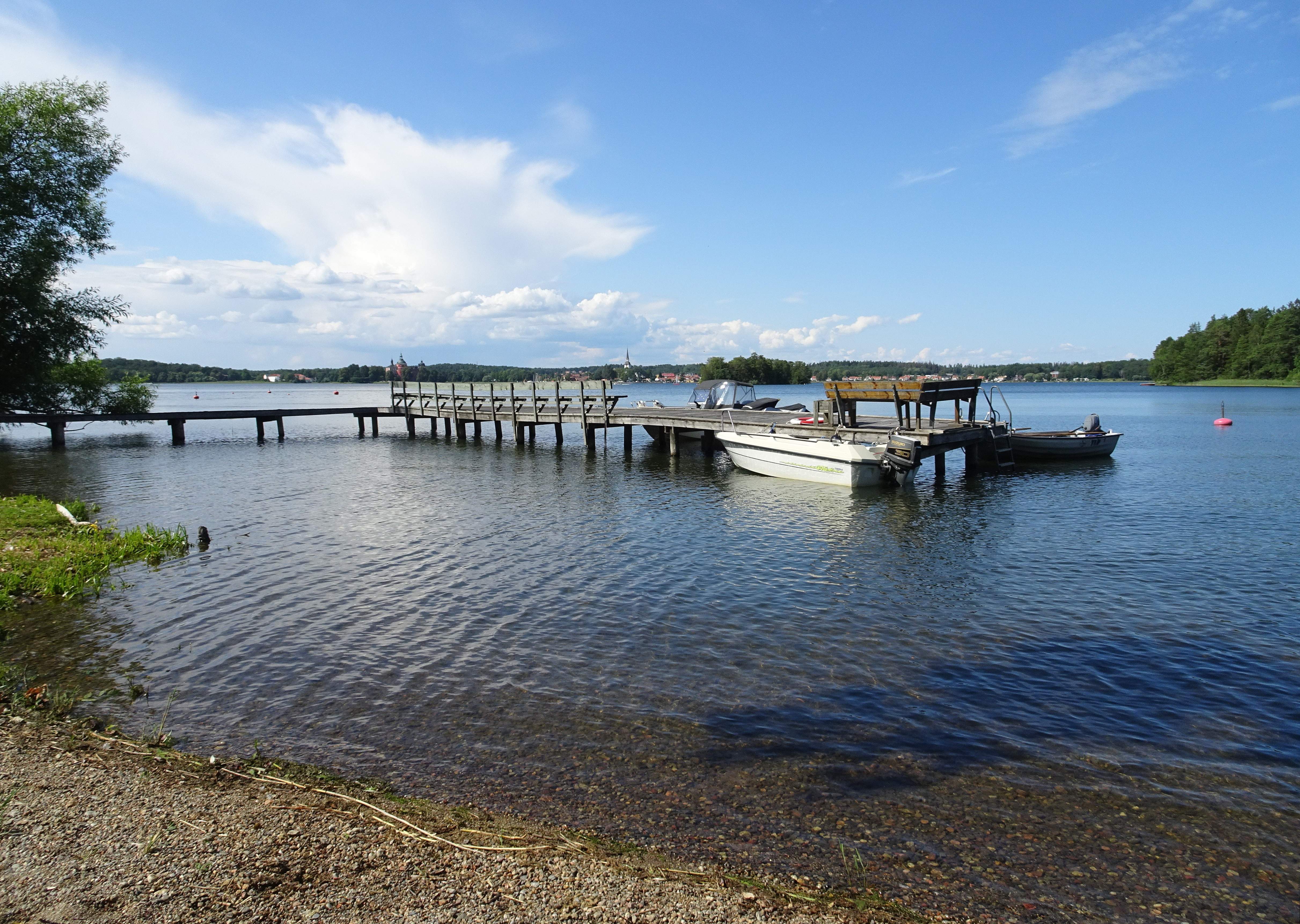
Vy över Gripsholmsviken med Gripsholms slott och Mariefred i bakgrunden, juli 2019.

Gripsholmsviken (även Gripsholmsfjärden) är en vik av Mälaren i Stockholms och Södermanlands län belägen mellan Mariefred och Södertälje.

## Beskrivning
Gripsholmsviken börjar i norr ungefär i höjd med Enhörnahalvöns nordspets och sträcker sig sedan vit förgrenat mot söder inåt fastlandet. Arealen omfattar 39 kvadratkilometer som ingår i tre kommuner: Nykvarn, Strängnäs och Södertälje. Länsgränsen mellan Stockholms län och Södermanlands län löper i nord-sydlig riktning ungefär mitt i viken. 
Namnet härrör från Gripsholms slott som ligger vid vikens fortsättning mot Mariefred. Större öar är Ramsö, Obygdön och Älgön. Genom viken går farleden mellan Mariefred och Stockholm. Mest kända byggnad vid Gripsholmsviken är förutom Gripsholms slott Taxinge-Näsby slott som ligger på en udde i viken.